# Schnidejoch
Le Schnidejoch est un col de montagne qui se situe dans les Alpes bernoises, à une altitude de 2 755 mètres. Il relie le canton de Berne au Valais. De nombreux objets préhistoriques datés du Néolithique et de l'Âge du bronze ont été trouvés en léger contrebas.

## Site préhistorique
Des artéfacts préhistoriques ont été découverts près du col. Ces objets, dont la datation s'étale sur six millénaires (du Néolithique à la fin du Moyen Âge), suggèrent que le col était régulièrement utilisé comme itinéraire à travers les Alpes bernoises, reliant l'Oberland bernois au Valais.
En septembre 2003, des artéfacts de l'Âge du bronze et du Néolithique ont été découverts sous le glacier du Chilchli, juste en dessous du col, à environ 2 500 mètres d'altitude. La découverte a été rendue possible par la fonte de l'ancien névé pendant l'été exceptionnellement chaud de 2003. Le propriétaire des objets découverts, dont le corps n'a pas été retrouvé, a été baptisé « Schnidi ».
D'autres recherches menées en 2004 et 2005 ont permis de trouver plus de 400 objets datant de différentes époques, dont près de la moitié placés par la datation par le carbone 14 entre environ 2900 et 2600 av. J.-C. (période de la culture de la céramique cordée et du Néolithique final). Les objets comprennent des armes et des vêtements de chasse. Un arc en if, trouvé sur le site et ramené chez lui par un touriste allemand en 2003, a été rendu aux archéologues cantonaux bernois en 2005.
La datation des artéfacts les plus anciens a été révisée du IIIe millénaire av. J.-C. au milieu du Ve millénaire av. J.-C. (période de la culture rubanée) dans un communiqué de presse de 2008, établissant ainsi qu'ils seraient plus anciens qu'Ötzi.

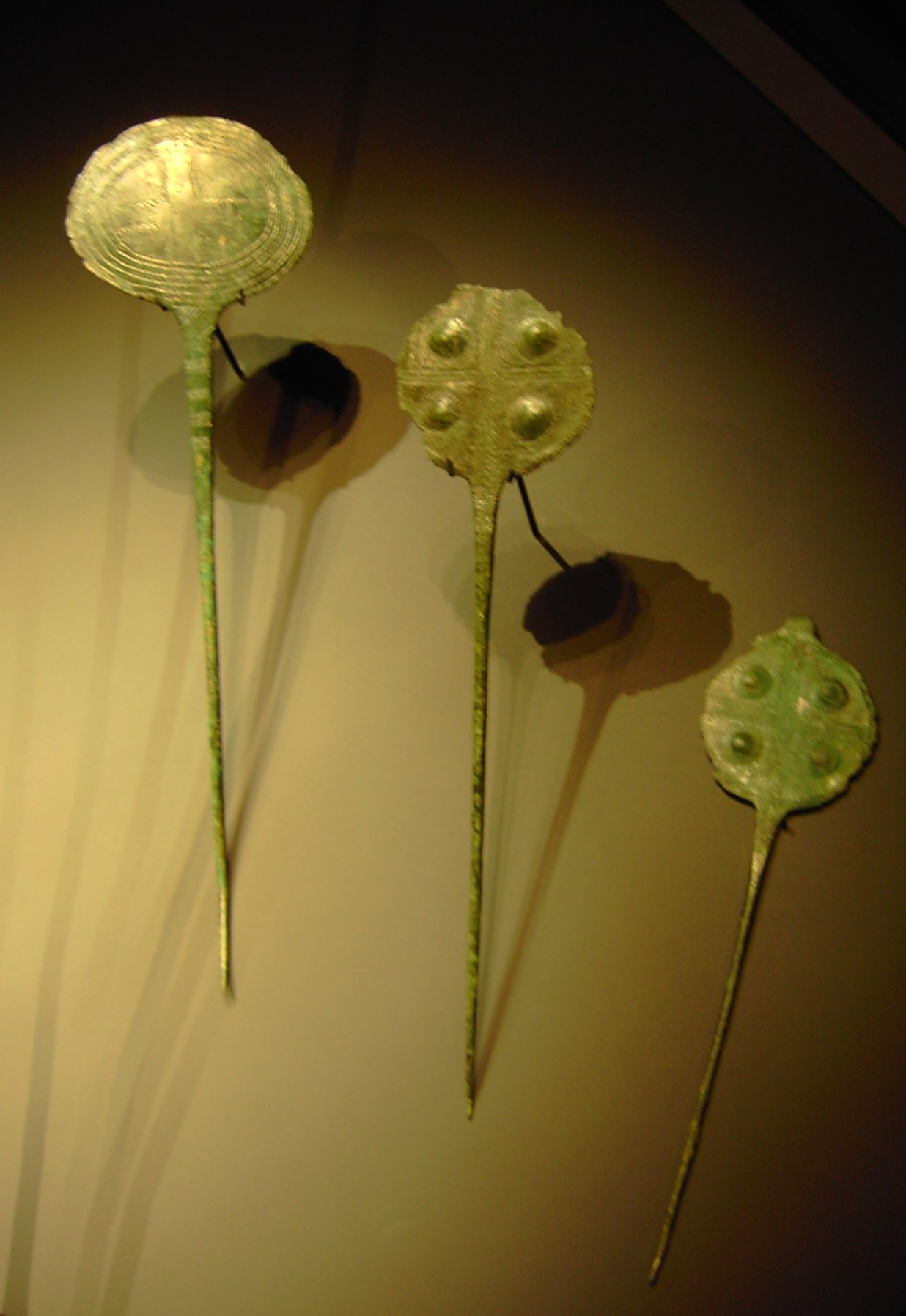
Épinglettes de l'Âge du bronze. Celle du centre provient du Schnidejoch.
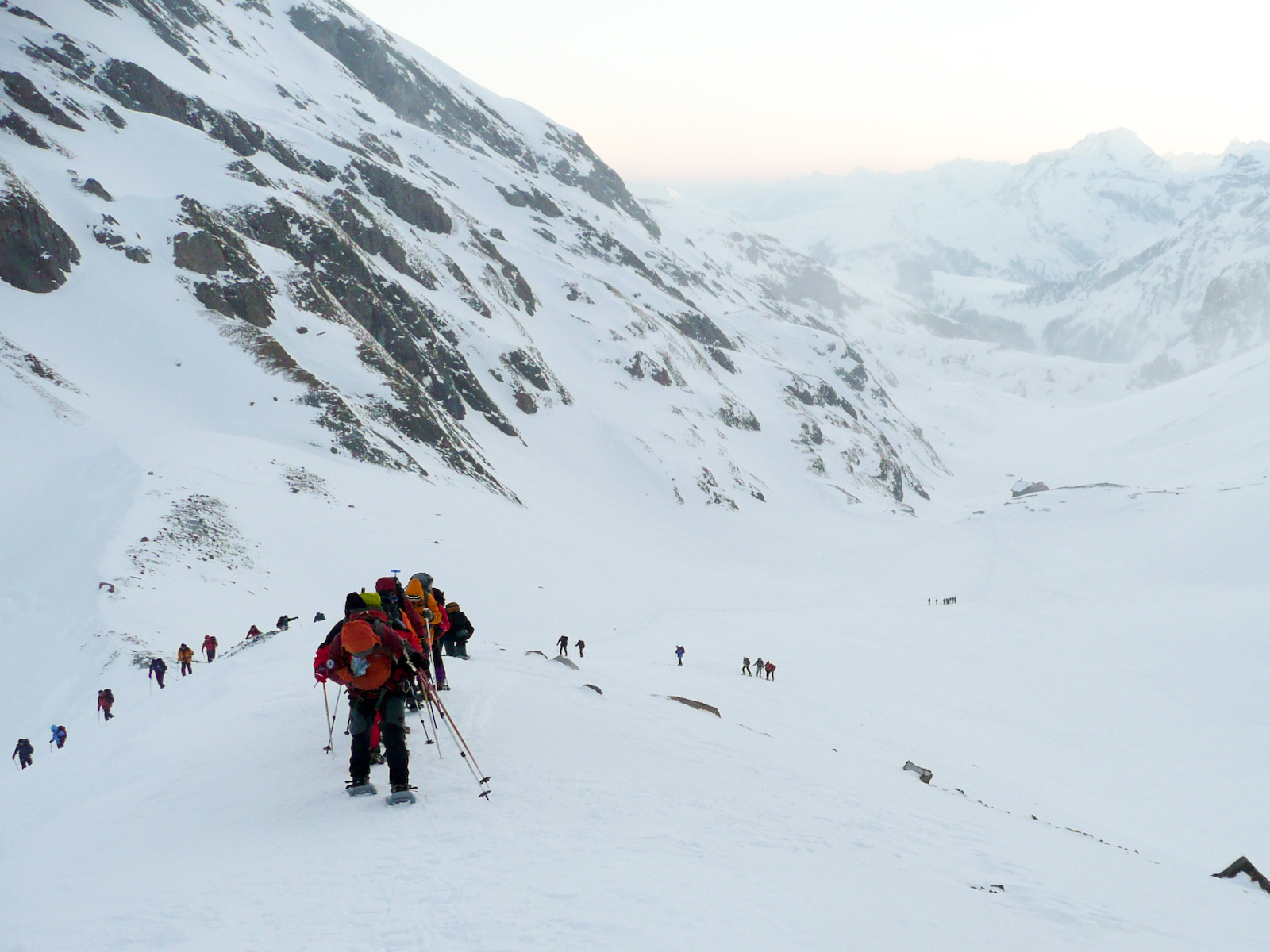
Le Schnidejoch (à gauche) et la Wildhornhütte (en) (à droite).

### Documentaires
- [vidéo] « Schnidi, le fantôme du Néolithique » sur France 5 / You Tube, 2020, 90 min